# Gianluca Ermeti
Gianluca Ermeti (Dolo, 9 febbraio 1982) è un nuotatore italiano.

## Carriera
Nel 2001 ai campionati italiani estivi ottiene la medaglia d'oro nella 4 × 100 m stile libero e un bronzo nella 4 × 50 m stile libero a quelli invernali. Tre anni più tardi, ottiene la medaglia di bronzo 4 × 100 m stile libero ai campionati primaverili. Sempre nello stesso anno ai campionati invernali ottiene un argento 4 × 50 m stile libero. 
Nel 2005 conquista una medaglia d'argento nella 4 × 100 m misti. Nello stesso anno vince il bronzo nella 4 × 50 m stile libero.
Ai Campionati italiani primaverili di nuoto 2006 conquista la medaglia di bronzo nella 4 × 100 m stile libero e nei 4 × 100 m misti. Nel 2007 è ancora argento nella 4 × 100 m misti e bronzo nella 4 × 100 m stile libero. In quelli del 2008, vince il bronzo.